# Андреа Дако
Андреа Дако (угор. Dakó Andrea; народилася 12 серпня 1972 у м. Будапешті, Угорщина) — угорська бадмінтоністка. 
Учасниця Олімпійських ігор 1992 в одиночному розряді і парному розрядах. В одиночному розряді у першому раунді поступилась Еріці ван ден Хевел з Нідерландів — 0:2. У парному розряді у першому раунді пара Андреа Дако/Чілла Форіан поступилась парі Катрін Шмідт/Керстін Уббен з Німеччини — 0:2.
Чемпіон Угорщини в одиночному розряді (1992), в парному розряді (1990, 1991, 1994, 1996, 1998, 1999), в змішаному парному розряді (1991, 1992, 2000).